# Čavatul
Koordinati:   43°56′20″N, 15°24′43″E
Čavatul je majhen nenaseljen otoček v Jadranskem morju. Pripada Hrvaški.
Čavatul, na katerem stoji svetilnik, leži v Pašmanskem kanalu zahodno od mesta Biograd na Moru. Od sosednjega otoka Pašman je oddaljen okoli 1,5 km. Površina otočka meri 0,013 km². Dolžina obalnega pasu je 0,42 km.
Iz pomorske karte je razvidno, da svetilnik, ki stoji na vzhodni strani otočka, oddaja svetlobni signal: Z Bl 3s.